# Kristoffer Askildsen
Kristoffer Askildsen (Oslo, 9 de enero de 2001) es un futbolista noruego que juega en la demarcación de centrocampista para el Viking FK de la Eliteserien.

## Selección nacional
Tras haber sido internacional en categorías inferiores, el 18 de noviembre de 2020 debutó con la selección absoluta de Noruega en un partido de la Liga de Naciones de la UEFA 2020-21 ante Austria que finalizó con un resultado de empate a uno tras el gol de Ghayas Zahid para Noruega, y de Adrian Grbić para Austria.

## Clubes
| Club                 | País      | Año       | Partidos | Goles |
| -------------------- | --------- | --------- | -------- | ----- |
| Stabæk Fotball       | Noruega   | 2018-2020 | 17       | 1     |
| U. C. Sampdoria      | Italia    | 2020-2022 | 33       | 1     |
| U. S. Lecce (cedido) | Italia    | 2022-2023 | 22       | 0     |
| U. C. Sampdoria      | Italia    | 2023-2024 | 19       | 0     |
| F. C. Midtjylland    | Dinamarca | 2024-2025 | 21       | 0     |
| Viking FK            | Noruega   | 2025-     |          |       |